# Astragalus geyeri
Astragalus geyeri — вид квіткових рослин з родини бобових (Fabaceae). Ареал охоплює такі країни: США (Аризона, Каліфорнія, Колорадо, Айдахо, Невада, Монтана, Орегон, Юта, Вашингтон та Вайомінг).

## Середовище
Висота 330–750 м. Це невелика однорічна трав'яниста рослина, яка росте на відкритих, глибоких піщаних ґрунтах або дюнах, з малою кількістю органічної речовини або без неї. Вона адаптована до пустельних умов, що характеризуються опадами на початку вегетаційного періоду, а потім стресом від вологи. У деяких районах є такі загрози для виду як наступ сільського господарства, розвиток інфраструктури, випас худоби та інвазивні види.